# ادروارد ویان
ادروارد وُیان (چکی: Eduard Vojan; ۵ مهٔ ۱۸۵۳ – ۳۱ مهٔ ۱۹۲۰) بازیگر مشهور اهل کشور جمهوری چک در سال‌های نخستین سینما بود.